# 頭城運動公園
頭城運動公園是位於台灣宜蘭縣頭城鎮的一座運動公園。
地坪約4公頃，以附近的橋樑建築為特色。

## 公園設施
- 籃球場
- 溜冰場
- 網球場
- 表演廣場
- 游泳池
- 停車場
- 兒童遊樂設施

## 外部連結
- 頭城公園網頁 （页面存档备份，存于）